# فرودگاه تالتئیلی نروز واتر
فرودگاه تالتئیلی نروز واتر (به انگلیسی: Taltheilei Narrows Water Aerodrome) یک فرودگاه خصوصی است که یک باند فرود آب دارد. این فرودگاه در کشور کانادا قرار دارد و در ارتفاع ۱۵۷ متری از سطح دریا واقع شده است.